# ریچارد وارن سیرز
ریچارد وارن سیرز (به انگلیسی: Richard Warren Sears) (زاده ۷ دسامبر ۱۸۶۳ - درگذشته ۲۸ سپتامبر ۱۹۱۴) کارآفرین، بازرگان و مدیر اجرایی آمریکایی بود، که در سال ۱۸۹۳ با مشارکت آلوا کورتیس روباک، شرکت خرده‌فروشی سیرز را تأسیس نمود.
سیرز سال‌ها به‌عنوان بزرگترین فروشگاه زنجیره‌ای آمریکا شناخته می‌شد، سپس در سال ۱۹۸۹ این عنوان توسط وال‌مارت تصاحب گردید.
شرکت سیرز هم‌اکنون پس از شرکت‌های وال‌مارت، کروگر، تارگت، والگرینز، هوم دیپو، کاستکو، سی‌وی‌اس، لاوز و بست بای در رتبه دهم از بزرگترین شرکت‌های خرده‌فروشی ایالات متحده قرار دارد.